# Plessix-Balisson
Plessix-Balisson korábbi község Franciaországban, Côtes-d’Armor megyében. Lakosainak száma 93 fő (2018. január 1.). Plessix-Balisson Ploubalay községgel határos.
2017. január 1-jén Ploubalay és Trégon korábbi községgel egyesült és az így létrejött Beaussais-sur-Mer új község része lett.
Plessix-Balisson Ploubalay községgel határos.

## Népesség
A település népességének változása:
| Lakosok száma | 152  | 136  | 108  | 94   | 83   | 91   | 89   | 90   | 91   | 93   |
|               | 1968 | 1975 | 1982 | 1990 | 1999 | 2011 | 2013 | 2015 | 2017 | 2018 |